# Carbonylgroep
Een carbonylgroep is een functionele groep die bestaat uit een koolstofatoom dat met een dubbele binding covalent gebonden is aan een zuurstofatoom. Het koolstofatoom uit de carbonylgroep zit met twee enkelvoudige bindingen verbonden aan de rest van het molecuul.
Indien de carbonylgroep is geplaatst tussen een waterstofatoom en een koolstofatoom, noemt men de combinatie een aldehyde. Als de carbonylgroep is geplaatst tussen twee koolstofatomen spreekt men over een keton. De carbonylgroep maakt naast deze twee voorbeelden deel uit van verschillende andere functionele groepen, zoals carbonzuur, ester en amide.
Een carbonylgroep kan waterstofbruggen accepteren. De sterkte van het accepterend vermogen is afhankelijk van de omgeving van de carbonylgroep in het molecuul.
Vier grote groepen waarbij men de carbonylgroep algemeen aantreft zijn: eiwitten, lipiden, suikers en nucleïnezuren.